# Хімічна формула
Хімі́чна фо́рмула — скорочене позначення складу молекул речовини за допомогою хімічних символів. Синонім — молекулярна формула.

## Загальний опис
Оскільки усі молекули даної речовини мають однаковий склад, то хімічна формула одночасно показує і склад речовини.
При складанні формули даної речовини треба написати в ряд символи хімічних елементів, що входять до складу цієї речовини, і справа кожного з них внизу маленькою цифрою (індексом) позначити кількість атомів кожного елементу.
Хімічна формула визначає назву речовини, молекулу цієї речовини (для речовин немолекулярної будови т. зв. «формульну одиницю»), з яких елементів складається дана речовина, скільки атомів кожного елементу входить до складу молекули цієї речовини, молекулярну масу речовини.
ПрикладиНаприклад, формула H3PO4 показує, що це фосфатна кислота, що до її складу входять водень, фосфор і кисень, що молекула її складається з трьох атомів водню, одного атома фосфору і чотирьох атомів кисню, що молекулярна маса її дорівнює 98; залежно від контексту (здебільшого в хімічному рівнянні) може також значити, що взята одна молекула чи 1 моль цієї речовини.

## Структурна і молекулярна формула
На відміну від структурної формули, хімічна (молекулярна) формула не визначає порядок з'єднання атомів у молекулі, отже, завдяки явищу ізомерії не визначає речовину (і її назву) однозначно. Однак, молекулярну формулу зазвичай записують таким чином, щоб давати певний натяк на будову молекули, навіть якщо такий запис видається нераціональним з погляду компактності. Так, у неорганічній хімії запис всіх формул кислот починається із символу H, запис всіх формул основ закінчується групою OH. В органічній хімії, приміром, формулу оцтової кислоти записують як CH3COOH і дуже рідко в найкоротшому вигляді як C2H4O2; формулу метанолу як CH3OH і майже ніколи як CH4O.